# Josefin Brink
Sara Josefin Brink, född 11 november 1969 i Alingsås, är en svensk politiker (vänsterpartist). Hon var ordinarie riksdagsledamot 2006–2014, invald för Stockholms läns valkrets (2006–2010) respektive Stockholms kommuns valkrets (2010–2014). Hon valdes in i Vänsterpartiets partistyrelse år 2008.
I riksdagen var hon ledamot i arbetsmarknadsutskottet 2006–2014 och suppleant i riksdagens valberedning 2006–2010.
Hon har tidigare varit chefredaktör för den feministiska tidskriften Bang och arbetat på myndigheten Jämställdhetsombudsmannen. Josefin Brink är kolumnist i Flamman.
Brink har också spelat saxofon i bandet Vagina Grande, tillsammans med bland andra Lo Kauppi och Mia Engberg.
Brink har ett tidigare äktenskap bakom sig, men är sedan 10 juni 2011 omgift med Åsa Brunius.